# 约翰·斯塔希·亚当斯
约翰·斯塔希·亚当斯（英語：John Stacey Adams，1925年3月16日—1984年5月14日），美国心理学家、行为科学家、人力资源管理专家，1965年提出公平理论。

## 主要著作
- 与罗森合著的《工人关于工资不公平的内心冲突同其生产率的关系》（1962）
- 与雅各布森合著的《工资不公平对工作质量的影响》（1964）
- 《社会交换中的不公平》（1965）